# Pequeña Haití (Tijuana)
Pequeña Haití es un barrio localizado en la delegación Playas de Tijuana, en Tijuana, México, al suroeste de la ciudad, a unas 2 millas (3.24 km) de la frontera con Estados Unidos. En él viven cientos de personas haitianas que emigraron durante la crisis migratoria haitiana en Baja California con la finalidad de cruzar al país del norte pero quedaron varados ante la negativa de asilo por las autoridades estadounidenses. Su nombre se debe a la famosa "Little Havana" de Miami.  
El Pastor Gustavo Banda, académico del Colegio de la Fontera Norte, comenzó albergando a 100 migrantes haitianos en el Templo Embajadores de Jesús, ubicado en el Cañón del Alacrán en 2016. A diferencia de dicho barrio, el cual es un reclamo cultural para el grupo migrante de Uba, Little Haití, es un asentamiento irregular en una zona considerada de alto riesgo al estar localizada en un cañón, que en tiempo de lluvias sirve para llevar las aguas hasta la desembocadura en el estuario del Río Tijuana en Imperial Beach.  
Aunque la comunidad haitiana se ha establecido en diferentes zonas de la ciudad, es en dicho lugar donde más se han reunido gracias a los apoyos de algunas iglesias evangélicas, cristianas y católicas. Cerca de 100 hogares son los que se planean construir para la comunidad, con la intención de agrupar las expresiones culturales de este grupo de migrantes.  
Dentro de los personajes destacados de esta comunidad están Pascal Ustin, escritor que lanzó su novela “Sobrevivientes” en el Centro Cultural Tijuana; y Wisly Desir, quien culminó sus estudios de maestría en la Universidad Autónoma de Baja California, institución donde también imparte clases.